# Батер (комуна)
Батер (рум. Batăr) — комуна у повіті Біхор в Румунії. До складу комуни входять такі села (дані про населення за 2002 рік):
- Арпешел (890 осіб)
- Батер (1686 осіб) — адміністративний центр комуни
- Талпош (1701 особа)
- Теут (945 осіб)

Комуна розташована на відстані 418 км на північний захід від Бухареста, 41 км на південь від Ораді, 136 км на захід від Клуж-Напоки, 114 км на північний схід від Тімішоари.

## Населення
За даними перепису населення 2002 року у комуні проживали 5222 особи.
Національний склад населення комуни:
| Національність   | Кількість осіб | Відсоток |
| ---------------- | -------------- | -------- |
| румуни           | 3292           | 63,0%    |
| цигани           | 1138           | 21,8%    |
| угорці           | 788            | 15,1%    |
| німці            | 2              | < 0,1%   |
| росіяни-липовани | 1              | < 0,1%   |
| євреї            | 1              | < 0,1%   |

Рідною мовою назвали:
| Мова      | Кількість осіб | Відсоток |
| --------- | -------------- | -------- |
| румунська | 3640           | 69,7%    |
| циганська | 807            | 15,5%    |
| угорська  | 773            | 14,8%    |
| німецька  | 2              | < 0,1%   |

Склад населення комуни за віросповіданням:
| Релігія                                       | Кількість осіб | Відсоток |
| --------------------------------------------- | -------------- | -------- |
| православні                                   | 2909           | 55,7%    |
| баптисти                                      | 941            | 18,0%    |
| реформати                                     | 716            | 13,7%    |
| п'ятдесятники                                 | 533            | 10,2%    |
| адвентисти                                    | 45             | 0,9%     |
| римо-католики                                 | 43             | 0,8%     |
| греко-католики                                | 11             | 0,2%     |
| бретрени                                      | 9              | 0,2%     |
| унітарії                                      | 2              | < 0,1%   |
| не релігійні                                  | 2              | < 0,1%   |
| атеїсти                                       | 2              | < 0,1%   |
| старообрядці                                  | 1              | < 0,1%   |
| лютерани (Синодально-пресвітеріанська церква) | 1              | < 0,1%   |
| не вказали релігію                            | 1              | < 0,1%   |